# L’amour toujours (singel Gigiego d’Agostino)
L’amour toujours lub „I’ll Fly with You (L’amour toujours)” – singel włoskiego producenta muzycznego Gigiego d’Agostino wydany w 2000 roku. Został wydany na albumie o tym samym tytule.

## Lista utworów
- CD maxi–singel (2001)[1]

1. „L’Amour toujours” (L’Amour Vision) – 6:54
2. „Un giorno credi” (Gigidagostino.com) – 8:05
3. „L’Amour toujours” (Gigidagostino.com) – 7:58

## Notowania na listach przebojów
| Kraj              | Lista (2001/2002/2003/2013) | Najwyższa pozycja |
| ----------------- | --------------------------- | ----------------- |
| Holandia          | Single Top 100              | 1                 |
| Dania             | Tracklisten Top 40          | 1                 |
| Belgia (Flandria) | Ultratop 50                 | 2                 |
| Niemcy            | Singles Top 100             | 3                 |
| Austria           | Singles Top 75              | 3                 |
| Włochy            | Top 20 Singles              | 6                 |
| Irlandia          | Top 50 Singles              | 18                |
| Szwajcaria        | Singles Top 75              | 25                |
| Belgia (Walonia)  | Ultratop 50                 | 27                |

## Wykorzystanie polityczne
Melodia L'amour toujours jest wykorzystywana przez skrajnie prawicowe grupy w Niemczech, gdzie tekst piosenki został zmieniony na "Ausländer raus, Ausländer raus, Deutschland den Deutschen, Ausländer raus" (Obcokrajowcy wynocha, obcokrajowcy wynocha, Niemcy dla Niemców, obcokrajowcy wynocha). Z tego powodu utwór został zakazany na Oktoberfeście w celu nieprowokowania ksenofobicznych zachowań. 